# Rajd Wartburga 1975
Rajd Wartburg 1975 (18. Rallye Wartburg 1975) – 18. edycja rajdu samochodowego Rajd Wartburg rozgrywanego w NRD. Rozgrywany był od 23 do 25 października 1975 roku. Rajd był piątą rundą Rajdowego Pucharu Pokoju i Przyjaźni w roku 1975 oraz ósmą Rajdowych Mistrzostw NRD w roku 1975 (do mistrzostw NRD zaliczane były tylko pierwsze 4 odcinki specjalne).

## Klasyfikacja rajdu
| Miejsce                        | Kierowca                       | Pilot                          | Samochód                       | Czas                           | Strata                         |                                |
| Klasyfikacja generalna i RPPiP | Klasyfikacja generalna i RPPiP | Klasyfikacja generalna i RPPiP | Klasyfikacja generalna i RPPiP | Klasyfikacja generalna i RPPiP | Klasyfikacja generalna i RPPiP | Klasyfikacja generalna i RPPiP |
| ------------------------------ | ------------------------------ | ------------------------------ | ------------------------------ | ------------------------------ | ------------------------------ | ------------------------------ |
| 1.                             | Błażej Krupa                   | Piotr Mystkowski               | Renault 17 Gordini             | 37:28                          | -                              |                                |
| 2.                             | Ilia Chubrikov                 | Kiro Kirov                     | Renault 17 Gordini             | 38:34                          | +1:06                          |                                |
| 3.                             | Vlastimil Havel                | Svatopluk Kvaizar              | Škoda 120 S Rallye             | 44:05                          | +6:37                          |                                |
| 4.                             | Horst Niebergall               | Bernd Fromman                  | Wartburg 353                   | 44:55                          | +7:27                          |                                |
| 5.                             | Egon Culmbacher                | Erwin Härtwich                 | Wartburg 353                   | 46:26                          | +8:58                          |                                |
| 6.                             | Jürgen Hellmann                | Peter Müller                   | Wartburg 353                   | 47:17                          | +9:49                          |                                |
| 7.                             | Vladimír Hubáček               | Stanislav Minářík              | Alpine-Renault A110 1600       | 47:52                          | +10:24                         |                                |
| 8.                             | Václav Blahna                  | Lubislav Hlávka                | Škoda 120 S Rallye             | 48:14                          | +10:46                         |                                |
| 9.                             | Anatoliy Grigoryev             | Sergey Semenov                 | Moskvich 412                   | 51:52                          | +14:24                         |                                |
| 10.                            | Anatoliy Brum                  | Gennadiy Kolomiyets            | Moskvich 412                   | 53:30                          | +16:02                         |                                |